# La Chapelle-Bertrand
 La Chapelle-Bertrand  es una comuna (municipio) de Francia, en la región de Poitou-Charentes, departamento de Deux-Sèvres, en el distrito y cantón de Parthenay. Está integrada en la Communauté de communes de Parthenay.

## Demografía
| 651 | 682 | 682 | 724 | 707 | 635 | 461 | 452 | 350 | 402 | 404 | 401 |
| Para los censos de 1962 a 1999 la población legal corresponde a la población sin duplicidades (Fuente: INSEE [Consultar]) |     |     |     |     |     |     |     |     |     |     |     |